# Ivan Utrobin
Ivan Stepanovitch Utrobin (né le 10 mars 1934 et mort le 25 juin 2020) est un fondeur soviétique.

## Palmarès

### Jeux olympiques
| Épreuve / Édition | Innsbruck 1964 |
| 30 km             | 17e            |
| 4 × 10 km         | Bronze         |

### Championnats du monde
| Épreuve / Édition | Zakopane 1962 |
| 4 × 10 km         | Bronze        |